# Paddy Milner
Paddy Milner est un musicien et compositeur écossais, né en 1980. Il est pianiste et chanteur, et joue une musique plutôt jazz. Paddy Milner s'est notamment fait connaître en reprenant Unsquare Dance de Dave Brubeck (à l'origine sur l'album Time Further Out du Dave Brubeck Quartet), dans son album Walking On Eggshells.

## Discographie
- 2002 - 21st Century Boogie
- 2004 - Walking On Eggshells
- 2007 - Based on a True Story
- 2008 - Earl Thomas with Paddy Milner & the Big Sounds
- 2012 - The Curious Case of Paddy Milner